# By This River
By This River è un brano musicale di Brian Eno, tratto dall'album Before and After Science.
Il brano è stato nei film La stanza del figlio dell'italiano Nanni Moretti, Y tu mamá también del messicano Alfonso Cuarón, entrambi del 2001 e in Élite (serie televisiva)
Martin Lee Gore dei Depeche Mode ha realizzato una cover di By This River inserita nel suo album solista Counterfeit², pubblicato nel 2003.